# 豐田bB
豐田bB（Toyota bB）是一款由豐田汽車於2000年推出的小型車系列。

## 內容

### 第一代（2000-05）
於九十年代末，豐田在豐田Yaris的基礎上開發了第一代的豐田bB，以較方形的車身設計。其目標是針對日本本土一些年青的買家。同時還有1.3 L和1.5 L I4兩款引擎選擇。
推出後其方型特色車身，受到日本年青一代和女性買家之喜愛。於2000年上市，之後2001又推出開放型貨斗的小貨車版，該版非常類似於速霸陸Baja。

### 第二代（2005-2016）
第二代於2005年東京車展中亮相。這是一種改裝型的大發Materia，裝有109hp 1.5L (Z Model) 3SZ-VE VVT-i 引擎和92hp 1.3L (S Model) K3-VE VVT-i 引擎兩種版；還能選用四輪驅動配備。
第二代之設計是針對美國市場。在美國市場豐田bB是使用「賽揚汽車」的品牌，於2004年起已經銷售。
2008年11月，bB的兄弟車速霸陸Dex投入市場，可以選用四輪驅動4WD，也裝備了大發K3-VE 1.3 L引擎。
2016年6月，閃亮紅、橄欖金屬銅綠的兩種車色正式停止生產。
2016年8月，正式停止受訂，同時所有車色停止生產，僅就庫存車輛販售。
2016年8月，伴隨車種整理和販售終了，bB正式從官網上下架，結束其16年的產品生涯。11月上市的豐田Tank成為其後繼車種。

## 內部連結
- 大發Coo
- 速霸陸Dex

## 外部連結
- Official webpage (in Japanese)
- bB Materia Club Singapore (in English)
- bB Squad(in English)（页面存档备份，存于）

1. ↑  . www.wheels24.co.za. 2009-11-13  [2023-01-21]. （原始内容存档于2020-01-29）.